# Pierre de Manchicourt
Pierre de Manchicourt (Béthune, 1510 circa – Madrid, 5 ottobre 1564) è stato un musicista e compositore francese, di scuola franco fiamminga.

## Biografia
Assai poco si conosce della sua infanzia e dei suoi studi giovanili, se non che fu un "piccolo cantore" ad Arras nel 1525.

Fu poi allievo di Nicolas Gombert e di Thomas Crecquillon, e a 29 anni fu nominato phonascus o praefectus e Maestro di Cappella per la Chiesa di Notre Dame di Tournai, dove restò sino al 1554. Messosi sotto la protezione del vescovo Antoine Perrenot de Granvelle, nel 1556 fu nominato canonico ad Arras, dove si trasferì. Tornò poi ad Anversa e vi rimase sino al 1561. In quell'anno, infatti, venne chiamato a Madrid per dirigere la Cappella Fiamminga (capilla flamenca) di Filippo II di Spagna, come successore di Jean de Bonmarché. Rimase a Madrid sino alla morte, che lo colse a circa 54 anni, nel 1564.
Le sue composizioni polifoniche, tutte concepite nella forma tradizionale, sono caratterizzate da una particolare limpidezza armonica e contrappuntistica, e pertanto furono conosciute e apprezzate in molti paesi d'Europa. Scrisse Messe, Canzoni e Mottetti. Questi, in particolare, appaiono assai significativi, poiché mostrano i tre stadi evolutivi del Mottetto agli inizi del XVII secolo, fatto del tutto desueto per un solo compositore.
Le prime opere di Manchicourt palesano l'influenza di Johannes Ockeghem; nelle composizioni successive egli sembra rifarsi allo stile di Josquin Desprez, mentre le ultime composizioni ritrovano le rifiniture stilistiche del suo primo maestro Nicolas Gombert. Manchicourt fu un eccellente esempio di compositore della Scuola franco-fiamminga.

## Opere
Ci restano di lui:
- 1539 - "Liber decimus quartus XIX musicas cantiones continet". Parigi.
- 1545 - "Le neuvième livre des chansons à 4 parties". Anversa.
- 1554 - "Liber quintus cantionum sacrarum". Lovanio.
- 1556-1568 - "Missa cum quatuor vocibus ad imitationem moduli Quo abiit dilectus tuus condita". Parigi.
- 12 Messe provenienti dalla biblioteca di Maria d'Ungheria, conservate a Montserrat in forma manoscritta.
- Diverse composizioni appartenenti alle raccolte stampate fra il 1553 e il 1564. I manoscritti originali si trovano a Berlino, Londra, Montserrat, Ratisbona, Saragozza, Toledo e Vienna.[1]

L'opera completa di Manchicourt è stata pubblicata da John D. Wicks e Lavern Wagner nella Collana Corpus Mensurabilis Musicae dell'"American Institute of Musicology", nei seguenti volumi:
- CMM 55-1 Vol.I Attaingnant Motets. 978-1-59551-151-5.
- CMM 55-2 Vol.II The Masses: Noe, Noe, Quo abiit dilectus tuus, ris e tannet me fault poster, Se dire je losoie, Reges terrae congregati sunt, Povre cuer. 978-1-59551-362-5.
- CMM 55-3 Vol.III The Masses: Nisi Dominus, Non conturbetur corvestrum, Congratulamini, Ceste une dure departie, De Retourner, Ego flos campi. 978-1-59551-363-2.
- CMM 55-4 Vol.IV The Masses: Reges terre, Veni Sancte Spiritus, De Requiem, De Domina Virgine Maria. 978-1-59551-364-9.
- CMM 55-5 Vol.V The Masses: Cuides vous que Dieu, Deus in adjutorium, Surge et illuminare. 978-1-59551-365-6.
- CMM 55-6 Vol.VI Motets. 978-1-59551-366-3.
- CMM 55-7 Vol.VII Phalèse Motets.

## Discografia
- Manchicourt, Missa Cuidez vous que Dieu ("The Brabant Ensemble", direttore Stephen Rice). Hyperion CDA67604
- Manchicourt, Missa Veni Sancte Spiritus, Motets, Chansons ("Huelgas Ensemble", direttore Paul Van Nevel). Sony Classical.